# Generation Y
Generation Y (kurz Gen Y) oder Millennials (zu Deutsch etwa „Jahrtausender“) bezeichnet die Bevölkerungskohorte bzw. Generation, die im Zeitraum der frühen 1980er bis zu den späten 1990er Jahren geboren wurde. Der Buchstabe Y wird wie englisch why („warum“) ausgesprochen, was auf die als charakteristisch für die Generation Y beschriebene Neigung zum Hinterfragen verweist.
Der Begriff Generation Y tauchte 1993 zum ersten Mal in der Marketingzeitschrift Advertising Age auf. Welche Eigenschaften den Angehörigen der Generation zugeschrieben werden können, wird in der Fachliteratur und anderen Medien vielfältig diskutiert.

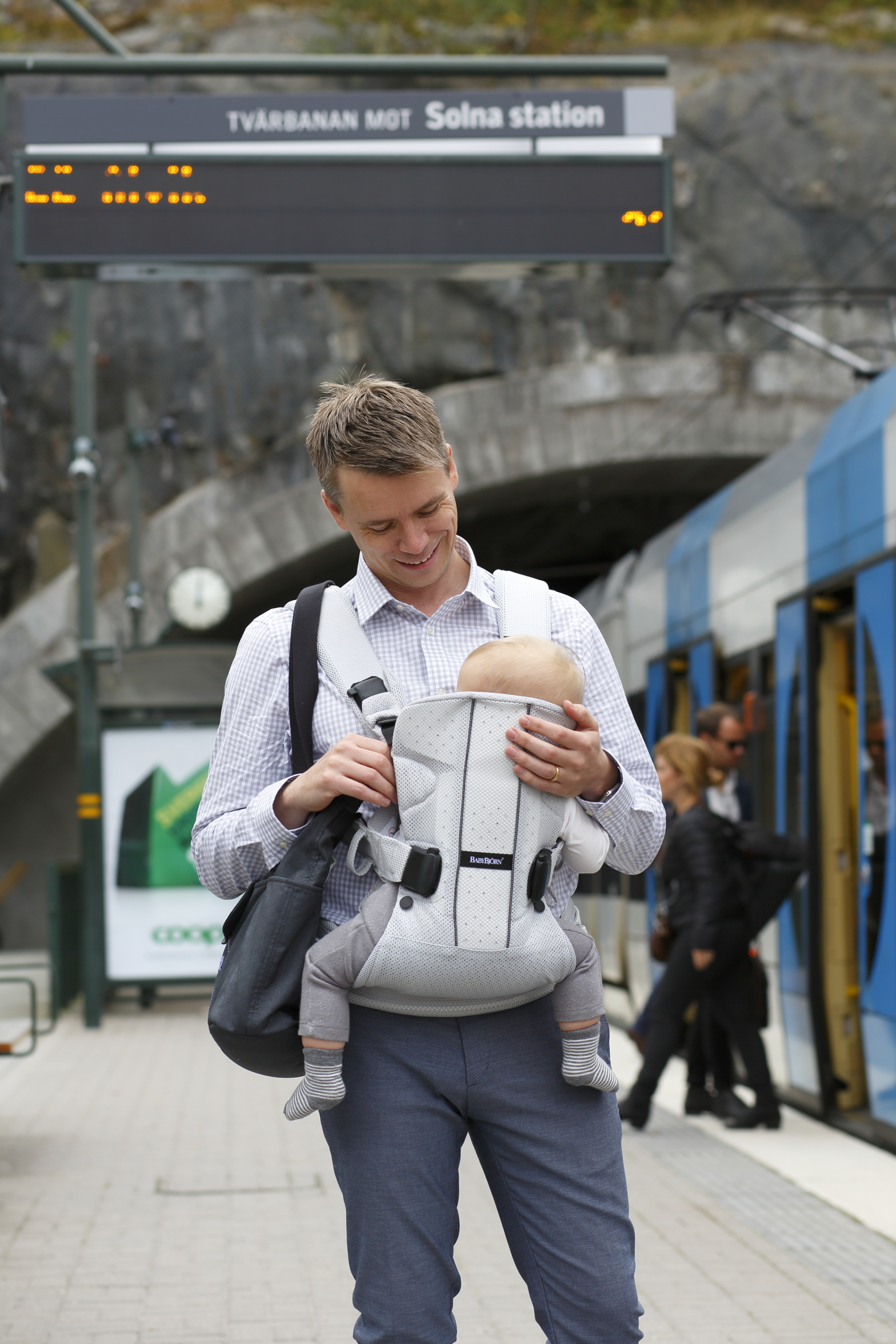
Ein typisches Millennial-Bild: junger Vater mit Babytrage

Durch die zeitliche Einordnung gilt sie als Nachfolgegeneration der Generation X (bis 1980). Die nachfolgende Generation wird von Vertretern dieser Klassifikation als Generation Z bezeichnet, die im internationalen Rahmen nach Meinung einiger Experten die Geburtsjahrgänge 1997 bis 2010 umfasst. Nach Auffassung anderer Wissenschaftler endet die Generation Y bereits mit früheren oder erst mit späteren Geburtsjahren (beispielsweise 1995 oder 1999). Andere internationale Forschungszentren unterscheiden die Generation Y als Geburtsjahre 1980–1994 und zählen die Jahrgänge 1995–2010 bereits zur Generation Z. Die Abgrenzung der Zeiträume wird in der deutschen und US-amerikanischen Literatur oft unterschiedlich vorgenommen.

Eine von einigen Interpretationen der Generationentheorie

2015 gehörten in Deutschland nach Daten des Statistischen Bundesamtes rund 22 Prozent der Gesamtbevölkerung und rund 20 Prozent der Arbeitskräfte zu den Geburtsjahrgängen 1980–1999.

## Erkenntnisinteressen
Ein besonders ausgeprägtes Erkenntnisinteresse besteht darin zu erfahren, welche „typischen“ Merkmale künftige Entscheider aufweisen, die heutige Manager ablösen werden und sollen. Das Zukunftsinstitut macht dies in einem Porträt der Generation Y deutlich:

„Nun steht eine neue Generation vor dem Sprung in Schlüsselpositionen: Die Generation Y. Wie bei früheren Generationenübergängen geht es für heutige Führungskräfte darum, Ansprüche, Wünsche, Bedürfnisse, Antriebe, Motive und Ziele der neuen Generation zu kennen, um unternehmerischen Erfolg trotz sich wandelnder Führungsauffassungen zu gewährleisten.“

Folgerichtig wird in vielen deutschen Studien die Aufmerksamkeit auf Kandidaten für den Führungsnachwuchs in Deutschland gerichtet. Im Januar 2017 stellte auch die IG Metall sich und den Lesern ihres Textes die Frage: „Wie tickt die junge Generation von heute?“ Das Interesse der Gewerkschafter besteht nach eigenen Aussagen darin herauszufinden, wie groß die Chance sei, dass junge Arbeitnehmer Gewerkschaftsmitglieder würden, aktiv an der Gewerkschaftsarbeit mitwirkten und zur Teilnahme an Warnstreiks bzw. Streiks bereit seien.
Die Heinrich-Böll-Stiftung warb für eine Veranstaltung am 3. September 2018 mit dem Titel: „Y [Generation Why] – Zwischen Sinnsuche und Sicherheitsbegehren“ mit den Worten:

„Die Gruppe der heute 18 bis 38-Jährigen ist die erste Generation in westlichen Gesellschaften, die ohne Systemalternative aufgewachsen ist, nach den großen Ideologien. Als Generation Y [WHY] wird ihr nachgesagt, sinnerfüllende Arbeit und Freizeit mit einem hohen Maß an sozialer Sicherheit verbinden zu wollen. In den Augen dieser Generation scheint alles eine Frage der individuellen Prioritätensetzung zu sein. Leben diese jungen Menschen damit einen Traum, den bereits frühere Generationen träumten, ohne ihn verwirklichen zu können? Oder handelt es sich nur um die neueste Form eines Kapitalismus, der Non-Konformismus, Weltoffenheit und Technikaffinität braucht? Und wie wirkt sich die Dialektik von hohen Sinnerwartungen im Arbeiten einerseits und dem Rückzug ins private Freizeitglück andererseits auf das politische Leben aus?“

## Soziologische Charakterisierung
Die Generation Y gilt als überwiegend gut ausgebildet, ihre Angehörigen besitzen oft einen Hochschulabschluss. Sie zeichnet sich durch einen technikaffinen Lebensstil aus. Die Wirtschaftsjournalistin Kerstin Bund hat versucht, das Arbeitsverhalten der Mitglieder dieser Generation in Deutschland zu beschreiben, wobei sie sich teilweise auf die Shell Jugendstudie stützt: Sie arbeiteten Bund zufolge lieber in Teams als in tiefen Hierarchien. Wichtiger als Status und Prestige sei ihnen die Freude an der Arbeit. Mehr Freiräume, die Möglichkeit zur Selbstverwirklichung sowie mehr Zeit für Familie und Freizeit seien zentrale Forderungen der Generation Y: Sie wolle nicht mehr dem Beruf alles unterordnen, sondern fordere eine Balance zwischen Beruf und Freizeit und strebe einen Job an, der ihr einen Sinn biete. Sie verkörpere einen Wertewandel, der auf gesellschaftlicher Ebene bereits stattfinde, den die jungen Beschäftigten nun aber auch in die Berufswelt tragen würden. Als Hebel zur Durchsetzung dieser Ziele, die auch schon andere vor ihnen (oft ergebnislos) angestrebt hätten, diene ein „Trumpf in der Hand, der früheren Generationen vorenthalten ist: der Trumpf der Demografie. Die Macht der Knappheit in einem Land, dem allmählich die Fachkräfte ausgehen. Dadurch verändert sich das Abhängigkeitsverhältnis.“
Andere Autoren bestreiten, dass sich die Generation Y überhaupt als soziologisches Phänomen fassen lasse. Unscharfe „Zeitangaben, die sich keiner erklären kann, vermitteln den Eindruck, dass etwas Großes geschehen sein muss.“ Das sei aber nicht der Fall; die Generation Y sei ein Mythos. Derartige Generationenkonzepte seien empirisch kaum zu bestätigen: Eine soziologische Bearbeitung des Themas sei „zu riskant und kompliziert“. Auffällig sei aber eine „Affinität zur Kopie“, eine Aversion gegen Brüche. Typische Ypsiloner gestalteten die gesellschaftliche und technische Entwicklung nicht, sie beschränkten sich aufs Konsumieren. Das sei ein Zeitgeistphänomen.

### Deutschland
Der Berliner Jugendforscher Klaus Hurrelmann macht auf die Multioptionsgesellschaft und Grenzenlosigkeit aufmerksam, in welcher „die Generation Y“ seiner Ansicht nach groß geworden sei. Dazu passe, dass auffallend viele Berufsanfänger dieser Generation – 60 % im Jahr 2014 gegenüber 48 % im Jahr 2002 – Ansprüche auf Führungspositionen erhöben und sich für Experten hielten.
In ihrem Buch Die heimlichen Revolutionäre – Wie die Generation Y unsere Welt verändert aus dem Jahr 2014 geben der Soziologe Klaus Hurrelmann und der Journalist Erik Albrecht den ersten systematischen Überblick über bisherige Untersuchungen zu diesem Thema, ergänzt um authentische Äußerungen von Generationsangehörigen. Hurrelmann und Albrecht beschreiben die zentralen Merkmale der Karriereorientierten in der Generation Y wie folgt:
Umgang mit KrisenDie Generation Y habe in der sensiblen und formativen Zeit ihres Jugendalters den Terroranschlag in New York und weltweite Kriege und Krisen erlebt, vor allem die Finanz- und Eurokrise, die auch in Deutschland zu verschärften Problemen für junge Leute bei der Suche nach guter Arbeit geführt habe. Sie sei daher den Umgang mit Unsicherheiten und Ungewissheiten der Lebensplanung gewohnt. Sie habe gelernt, das Beste aus undurchsichtigen Situationen zu machen, zu sondieren und zu taktieren, um sich stets möglichst viele Optionen offen zu halten. Das Leben in Unsicherheit empfinde sie aus diesem Grund als völlig normal.
Improvisation und LebensplanungDie Ypsiloner seien Meister im Improvisieren. Ihr Lebenslauf habe die Geradlinigkeit verloren, die noch für die Eltern typisch gewesen sei. Leben sei für die Generation Y viel weniger planbar als früher. Bei allem Stress, den sie durchaus empfänden, würden die Ypsiloner die geringe Geradlinigkeit auch genießen, weil es sie unabhängig und frei mache. Sie seien demnach „Egotaktiker“, die alle wichtigen Lebensentscheidungen nach den unmittelbaren Vorteilen und Nachteilen für die eigene Person und ihr Wohlbefinden abschätzten.
BildungIn politisch und wirtschaftlich unruhigen Zeiten, in denen es den Job auf Lebenszeit möglicherweise nie mehr geben werde, investierten die jungen Leute so viel Zeit und Geld (vor allem in Form entgangenen Einkommens) in ihre Bildung und Ausbildung wie nie zuvor. Ein hoher Bildungsabschluss werde zur wichtigsten Munition im Kampf um einen Platz in der Gesellschaft. Er gelte aber auch als Schlüssel zu einem selbstbestimmten Leben. Mehr Angehörige der Generation Y als Angehörige früherer Generationen hätten ihren schulischen Bildungsgang mit dem Abitur abgeschlossen und seien in die Hochschulen geströmt, um sich möglichst viele Optionen offen zu halten. Fast 60 Prozent von ihnen seien dabei erfolgreich gewesen und setzten sich damit von den anderen 40 Prozent ihrer Generation ab, die mit dieser Entwicklung nicht mithalten könnten oder wollten. Klaus Hurrelmann schränkt jedoch ein: Es gehe ihnen vor allem um die Zertifikate. „Da haben die ‚Ypsiloner‘ die Unterstützung von ihren Eltern, die denken: Hauptsache Abitur. Was man wirklich dabei lernt, spielt inhaltlich keine Rolle. Was zählt, ist das gute Zeugnis.“
Berufliche UnabhängigkeitEinmal im Beruf angekommen, wollten die 60 Prozent gut Gebildeter für ihr wertvolles Humankapital so viel Erfüllung, Freude und Anerkennung eintauschen wie irgend möglich. Sie lehnten Hierarchien und Reglementierungen ab und wollten einen Arbeitsplatz in einem Team haben, in dem sie keiner gängele und sie ihr Können unter Beweis stellen könnten. Intensives Arbeiten und lebenslanges Lernen sei für sie selbstverständlich, aber sie hätten auch gelernt, mit ihren Kräften zu haushalten. Sie hätten so etwas wie eine eingebaute Burn-out-Sperre. Das können die Forscher freilich nicht empirisch belegen: Immerhin halten sich 33 Prozent aller Befragten zwischen 20 und 35 Jahren in einer Studie des Zukunftsinstituts für Burn-out-gefährdet.
Familie und GleichberechtigungDie Generation Y fordere neue Familienmodelle konsequent ein. Bei der Familienplanung und -gestaltung setze sie auf Gleichberechtigung, Väterzeit, gleichgeschlechtliche Ehe und breche bisherige Tabus. Die Ypsiloner wünschten sich Kinder, aber wenn die Bedingungen in Partnerschaft, Privatleben und Beruf nicht stimmten, blieben sie lieber kinderlos. Sie drängen angeblich vehement auf die Vereinbarkeit von Familie und Karriere. Tatsächlich gehen in Deutschland etwa 80 % der berufstätigen Väter nur zwei Monate in Elternzeit.
Freizeit und neue MedienDie Freizeit sei das „Trainingslager“ der Generation Y. Hier lernten die sogenannten Egotaktiker, ihren eigenen Weg durch den Dschungel der Optionen zu finden. Das Internet sei immer dabei – sei es auf dem Computer, Tablet oder Smartphone. Vor allem Soziale Netzwerke seien ihnen wichtig für ihre Persönlichkeitsentwicklung. Neue Medien seien der Bereich, in dem sie sich gesellschaftlich überlegen fühlten und ihre eigenen Akzente setzten.
Politik und LifestyleDie Generation Y sei nicht unpolitisch. Sie definiere Politik allerdings anders als bisher gewohnt. Viele früher als „politisch“ definierte Themen seien für die Ypsiloner heute eher eine Frage von Konsum, Ethik oder Lebensstil. Die Generation Y kämpfe nicht für eine neue Gesellschaftsordnung wie andere Generationen vor ihr. Sie wolle nach ihren eigenen Vorstellungen leben und binde sich nicht an politische Organisationen. Regelmäßige Mitarbeit in und Unterstützung von politischen Parteien sei für die meisten Ypsiloner nicht erstrebenswert.
Kritisch ist zu der ersten These anzumerken, dass die zwischen 1980 und 1990 geborenen, akademisch Qualifizierten in Deutschland während und nach der Finanzkrise 2008 – außer vielleicht im Finanzsektor – selbst kaum unter Arbeitslosigkeit gelitten haben, wenn sie ihr Studium überhaupt schon beendet hatten. 2012 waren lediglich 2,5 Prozent aller Akademiker arbeitslos, 2014 waren es 2,6 Prozent. Trotz der relativen geringen Gefährdung durch Arbeitslosigkeit belegen andere Studien ein massives Streben der Studierenden der Generation Y nach Sicherheit. Nach einer Umfrage von Research now im Auftrag von Ernst & Young geben 61 Prozent der befragten Studierenden einen sicheren Arbeitsplatz als wichtigstes Motiv bei der Berufswahl an. 30 Prozent der Befragten (bei den Frauen sind es 36 Prozent) wollen später in den Staatsdienst gehen. Die Gründerquote in Deutschland erreichte 2017 ein Rekordtief; 2001 lag sie noch fast dreimal so hoch.
Mit dem erhöhten Sicherheitsbedürfnis und den im Vergleich zu früheren Generationen vervielfachten privaten und beruflichen Wahloptionen ist häufig eine gesteigerte Stressanfälligkeit verbunden. Die Erfahrung von Unsicherheit, geringer Vorhersagbarkeit und Unkontrollierbarkeit von Situationen stellt sich dann ein, wenn zu deren Bewältigung keine adäquaten Wissensstrukturen oder eindeutigen Interpretationen vorhanden sind. Wenn sich berufliche oder private Erfolge nicht nach kurzer Zeit einstellen, steigt das Risiko von Depressionen. Eine Hamburger Personalvermittlung führte eine repräsentative Umfrage durch, wonach zwei Drittel (nach anderen Quellen 75 %) der Vertreter der Generation Y, also der zwischen 1980 und 1999 Geborenen, über psychischen Stress am Arbeitsplatz klagen und sich in ihrem Job nicht wohlfühlen. In anderen Altersgruppen fiel dieser Wert deutlich niedriger aus. Von den Studierenden, die bisher als relativ gesunde Gruppe galten, waren nach Angaben der Barmer GEK aus dem Jahr 2018 17 Prozent (etwa 470.000 Menschen), vorwiegend ältere Studierende, von einer psychischen Diagnose betroffen.
Lukas Rietzschel zufolge bestehe die Bewährungsprobe der Generation Y darin, die „stoische Haltung“ der „schweigenden Mehrheit“ dem wachsenden Rechtsextremismus in Deutschland gegenüber zu überwinden, in dessen Gruppen ebenfalls Angehörige der Generation Y aktiv sind. Dazu seien die demokratisch Gesinnten innerhalb der Generation fähig, da diese die erste gesamtdeutsche Generation und aufgrund gemeinsam gemachter Erfahrungen in der Lage seien, das Denken in Kategorien von „Ost“ und „West“ zu überwinden.

### USA und Vereinigtes Königreich
Während Hurrelmann und Albrecht behaupten, dass die Angehörigen der Generation Y „heimliche Revolutionäre“ seien, die traditionelle Muster des Lebens fast unmerklich unterwandern und verändern, legen Studien aus dem angelsächsischen Raum nahe, dass es sich um eine extrem konservative und sozial wenig engagierte Generation im Vergleich zu den früheren Nachkriegsgenerationen handle.
Schon 2000 hatte der Soziologe und Politikwissenschaftler Robert Putnam in seinem Buch Bowling Alone einen fortschreitenden Zerfall des Sozialkapitals in den USA konstatiert. Das freiwillige gesellschaftliche Engagement, Beteiligung an Mannschaftssportarten und an politischen Aktivitäten gingen zurück, wofür er als Ursache die Individualisierung der Medienrezeption und den Zerfall der Familien vermutete: Viele Menschen der Generation Y könnten keine sozialen Brücken mehr zu anderen ethnischen Gruppen oder Menschen mit anderen Interessen aufbauen; sie hätten auch kein Vertrauen mehr in gemeinsames Handeln. Claude S. Fischer, ein Netzwerkforscher von der University of California, Berkeley warf ihm vor, die Unterstützungsfunktion des Internets für Menschen in Isolation zu ignorieren, was Putnams Analyse jedoch eher zu bestätigen als zu entkräften scheint.
Ebenfalls im Jahr 2000 wies der Psychologe Jeffrey Arnett auf das Phänomen der emerging adulthood hin: Auch 25- und 30-Jährige fühlten sich noch nicht als Erwachsene. Eine verlängerte Ausbildungszeit würde sich ökonomisch nicht mehr auszahlen und diene nur der Verlängerung der Adoleszenzphase. Eine Studie der American College Counseling Association aus dem Jahr 2012 berichtete über einen relevanten Anstieg der Kriseninterventionen bei Studierenden innerhalb von fünf Jahren. 44 Prozent der Studierenden zeigten Symptome von Depression; auch die Suizidraten stiegen an. Therapeuten machen dafür die Unsicherheit aufgrund der Entwertung der Studienabschlüsse, aber vor allem auch die Tendenz der Eltern zur sofortigen Bedürfnisbefriedigung bei Jugendlichen verantwortlich, die eine Entwicklung von Frustrationstoleranz nicht zulasse und sie zu emotional underachiever(s) mache.
Eine Studie der großen britischen Marktforschungsgesellschaft Ipsos MORI, die auch den jährlichen britischen National Student Survey durchführt, ermittelte im Jahr 2013 Einstellungen der Generation Y, die auf eine Präferenz für einen „libertären Thatcherismus“ schließen lassen. So seien nur etwa 20 Prozent der nach 1980 geborenen Befragten damit einverstanden, dass die Regierung die Steuern zugunsten eines sozialen Ausgleichs erhöhe, um z. B. höhere Bildung für Ärmere zu ermöglichen. Ebenso gering vertreten sind mit 20 Prozent die Anhänger des in den 1940er-Jahren geschaffenen, inzwischen teilweise demontierten britischen Wohlfahrtsstaates. Das sind die geringsten Zustimmungsraten unter allen nach 1945 Geborenen. In einer anderen Studie von YouGov bekannten sich im Jahr 2014 40 Prozent der befragten 18- bis 34-Jährigen Briten dazu, rücksichtslos zu sein, um „voranzukommen“, im Gegensatz zu den über 55-Jährigen, bei denen dieser Anteil nur 17 Prozent betrug.
Als Kehrseite der vielfach diagnostizierten libertären Ellenbogenmentalität im Kampf um minimale Vorteile im Bildungssystem und um Arbeitsplätze werden in jüngster Zeit die hohe Vulnerabilität, gesteigerte Empfindlichkeit und leichte Beeinflussbarkeit der Generation Y durch soziale Medien hervorgehoben; ihre Angehörigen neigten angeblich dazu, schlechte oder irritierende Nachrichten nicht hören zu wollen. In den USA und in Großbritannien wird die Kohorte daher mit meist negativer Konnotation auch als Generation Snowflake bezeichnet, wobei meist die Generation Z einbezogen wird.
Laut US-General Social Survey (GSS) von 2015 hat sich die Zahl der (vor allem männlichen) Amerikaner, die angeben, dass sie keine engen Freunde haben, seit 1985 verdreifacht. Damit einher gehen ein Verlust an sozialer Unterstützung und eine steigende Anfälligkeit für psychische Probleme. Nach einer über 18 Monate lang durchgeführten Auswertung der Interviews einer Personalberatungsfirma ist jeder Fünfte der Generation der Millennials (der zwischen 1978 und 1999 Geborenen) depressiv. Bei der Generation X und den Baby-Boomern sind es dagegen „nur“ 16 Prozent, im US-Durchschnitt der amerikanischen Bevölkerung 10 Prozent.

### Generation Y am Arbeitsplatz
Auch in Bezug auf das Verhalten am Arbeitsplatz werden die von Hurrelmann und Albrecht angenommenen Charakteristika von der empirischen Forschung nicht uneingeschränkt bestätigt. Die in die Generation Y als Arbeitnehmer gesetzten Hoffnungen werden inzwischen häufig angezweifelt. In vielen Studien erscheinen die Angehörigen als stark angepasst, stressgeplagt, konkurrent und verunsichert – mit einer Tendenz zum Rückzug ins private Idyll („Neo-Biedermeier“) und übertriebenem Wunsch nach Sicherheit, permanentem Feedback und Anerkennung („Generation Me“). Christian Scholz spricht von „Darwiportunismus“; die österreichischen Jugendkultur- und Trendforscher Heinzlmaier und Ikrath bezeichnen sie sogar als „amoralische Egoisten“, die jede Entscheidung ihrem individuellen Nutzen unterordnen.
Ein differenzierteres Bild zeigt ein Literaturbericht von Karen K. Myers und Kamyab Sadaghiani über Einstellungen und Verhalten der nach 1979 geborenen US-Amerikaner am Arbeitsplatz. Als generationstypisch sehen sie die nie abgeschlossenen membership negotiation processes an, also das dauernde Neuaushandeln der in der Organisation einzunehmenden Mitgliedsrolle, die man nicht mehr wie früher beim Eintritt einfach akzeptiert, und die Verweigerung eines Arbeitsethos, das noch die Babyboomer-Generation gepflegt hat, jedoch bei gleichzeitigem Wunsch nach intensiveren kommunikativen Beziehungen zu den Vorgesetzten, von denen sie permanent Feedback einfordern. Sie haben einen wesentlich kürzeren Zeithorizont als die Babyboomer, was sich in sehr kurzfristigen Aufstiegserwartungen ausdrückt. Sie bevorzugen Teamarbeit, übersehen aber oft den Druck und die Kontrolle, die nicht nur einzelne Vorgesetzte, sondern gerade Gruppen ausüben können. Sie treiben den Einsatz digitaler Technik voran und fühlen sich dabei oft von Älteren behindert. Sie sind es gewohnt, dauernd von Eltern gecoacht und von Marketingexperten beeinflusst zu werden. Auch sind sie stärker auf Belohnungen angewiesen, wollen dabei aber einen wichtigen Beitrag für das Unternehmen leisten. In der Regel sind sie als reisegewohnte Generation auch offener für kulturelle Vielfalt am Arbeitsplatz. Verschiedene Autoren weisen auf die zeitlich eng begrenzte Loyalität bzw. auf die „Ökonomisierung der Loyalität“ durch die Angehörigen der Generation Y hin, etwa wenn sie an älteren Vorgesetzten nicht vorbeikommen.
Angesichts dieser konträren Befunde wird oft von einer gespaltenen Generation Y gesprochen: Neben Risikoaversion, Spießigkeit, Streben nach festen Regeln, Perfektionismus und Suche nach Geborgenheit im Team oder in der Peergroup als Ausdruck von Stabilitätsbedürfnissen angesichts der Globalisierung und ihrer Krisen treten der Wunsch nach Selbstverwirklichung, Selbstökonomisierung, Multioptionalismus, Ablehnung traditioneller „puritanischer“ Arbeitstugenden bei gesteigerter Selbstaufmerksamkeit. Diese Bedürfnisse sind innerhalb der Generation Y offenbar gruppen- und geschlechtsspezifisch selektiv ausgeprägt – ganz abgesehen von dem nicht unbeträchtlichen Anteil der Jugendlichen, die sich, oft frustriert durch ständige Misserfolgserlebnisse, dem Bildungssystem oder der Arbeitswelt verweigern („Generation Chips“) – und differieren auch im internationalen Vergleich.
Wegen der stark gestiegenen Akademikerquoten werde oft erst Jahre nach Abschluss des Studiums deutlich, welche Angehörigen der Generation „Gewinner“ im Sinne einer dem Studium entsprechenden Berufstätigkeit mit einem früheren Erwartungen entsprechenden Einkommen oder „Verlierer“ sind. So führt der Glasdeckeneffekt bei Frauen oder der Wunsch nach besserer Work-Life-Balance oft zu einer späten Absage an den Wunsch, Top-Positionen in der Wirtschaft oder Verwaltung zu erreichen, obwohl sie z. B. hinsichtlich ihrer Weiterbildungsmotive zunächst deutlich ehrgeiziger als Männer sind und sich fast ebenso so oft wie Männer potenziell in einer Rolle als selbstständige Unternehmer oder leitende Angestellte sehen.
Nach den neusten Studienergebnissen aus dem Jahr 2021 ist für die Generation Y (die Millennials) am wichtigsten bei der Arbeit: ein gutes Arbeitsklima, gefolgt von einer guten Balance zwischen Arbeit und Freizeit, Verantwortungen zu übernehmen, ein sicherer Arbeitsplatz, gute Vorgesetzte und die Anerkennung der Organisation bzw. der Firma für ihre guten Leistungen.

### Generation Y in der Politik

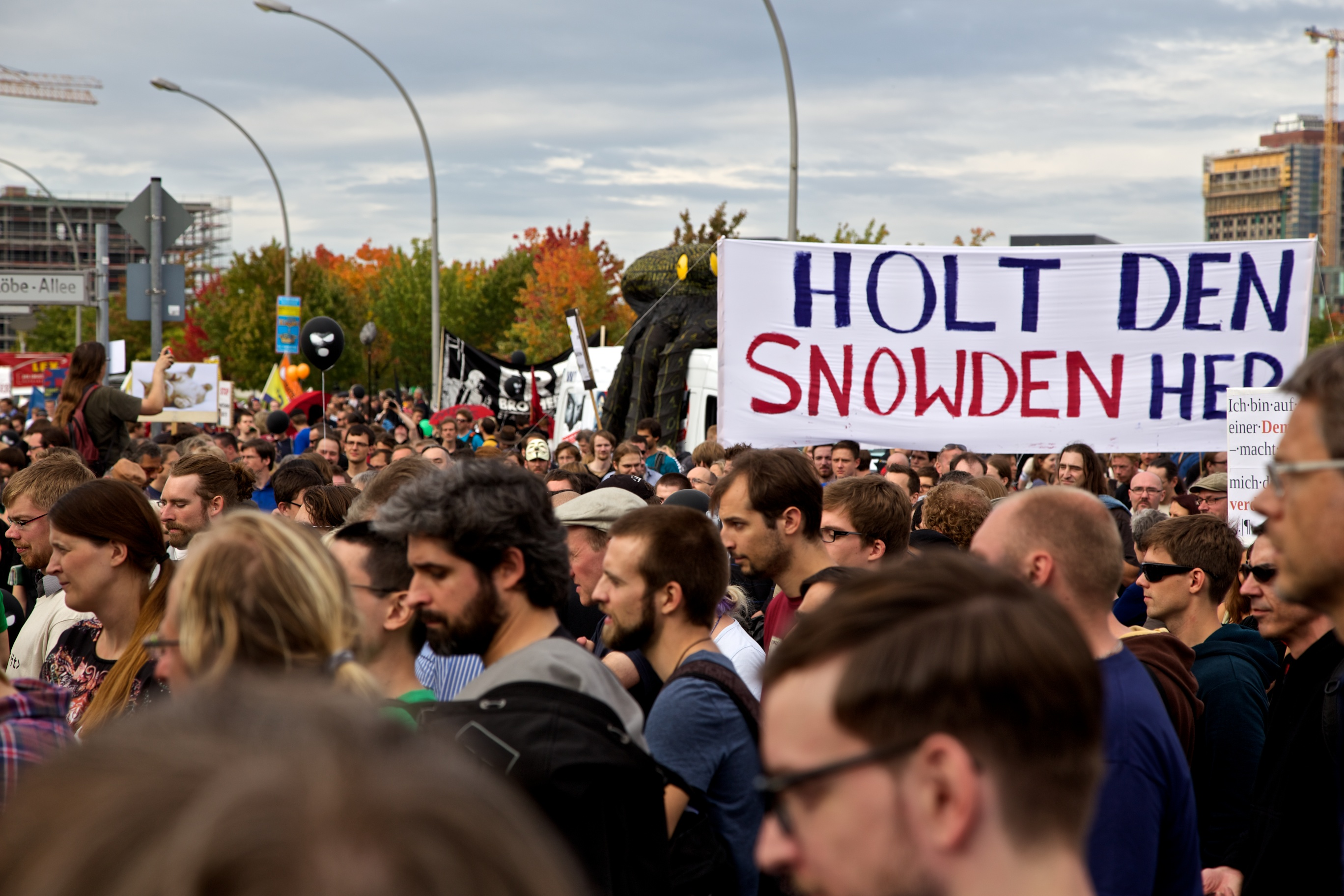
Demonstration in Berlin für Edward Snowden

Laut Camilla Kohrs wird der Generation Y nachgesagt, ihre Angehörigen seien eher „links“ orientiert, da in Deutschland „linke Positionen Mainstream“ seien. Dies müsse man jedoch Kohrs zufolge differenzieren, da die Verhältnisse in jedem Land Europas verschieden seien. In Frankreich, der Slowakei, Ungarn, Polen und Österreich gebe es ausgeprägte Sympathien der Mehrheit der Ypsiloner für rechtspopulistische Politiker.
Die österreichische Autorin Sylvia Szely spricht in Bezug auf die jungen politischen Führer Europas wie Sebastian Kurz, Luigi Di Maio oder Thierry Baudet, die der Generation Y entstammen, von einem Populismus light. Sie seien mit Internet und mobiler Kommunikation, mit Werbung und Marketing aufgewachsen. Sie „haben in jungen Jahren den Terroranschlag auf die Twin Towers in New York und andere globale Krisen miterlebt und seien daher relativ resistent gegenüber Gefühlen von Unsicherheit; sie seien außerdem Meister im Improvisieren“ und manageten ihre Parteien und Regierungen „wie ein CEO seine Firma“. Mit diesem Stil setzten sie sich von rechten Hardlinern ab.

### Mediale und politische Einflüsse
Die Studien von IPSOS Mori und von Heinzlmaier und Ikrath legen nahe, dass die jahrelange, in verschiedenen Ländern Europas und den USA unterschiedlich ausgerichtete und unterschiedlich starke Verbreitung stereotyper politischer und neoliberaler Parolen sowie mediale Einflüsse gravierende Auswirkungen auf die Einstellungen und Präferenzen der Generation Y hat. Dazu tragen auch Castingshows wie Deutschland sucht den Superstar bei, durch die Kandidaten gezielt zu eigenständigen Marken aufgebaut werden. Die Denkfiguren des Marktes gelten nach Heinzlmaier und Ikrath inzwischen auch in den Sphären der Familie, der Bildung und des Sozialsystems.
Michael Serazio stellt fest, dass die Produkte der Unterhaltungsindustrie in den 2010er-Jahren gezielt auf die Bedürfnisse der Generation Y angepasst worden sind und mit deren Ängsten spielt, indem sie Akteure darstellt, die in düsteren Stimmungen befangen sind (z. B. in den USA die Angst vor Verschuldung). Er diagnostiziert eine mediale Gefühlsansteckung und spricht von Online-Hypersozialität. Dazu passt, dass eine Serie wie Mr. Robot 100.000 US-Dollar an verschuldete Fans auszahlte.

### Prägende historische Ereignisse
Zu den Ereignissen, welche die Angehörigen der Generation Y in ihrem Sozialisierungsprozess besonders geprägt haben, gehören der Amoklauf an der Columbine High School (1999) und folgende School Shootings, die Terroranschläge am 11. September 2001, der Krieg in Afghanistan 2001–2021, die Einführung des Euro (2002) und die Erweiterung der Europäischen Union, der Irakkrieg (2003), die Tsunami-Katastrophe (2004) sowie diverse Wirtschaftskrisen und Börsencrashs. Andere Autoren betonen, dass Kriege, politische Spannungen und Wirtschaftskrisen in der Sozialisationsphase der deutschen Generation Y einen eher geringen Einfluss gehabt haben, zumal sie meist auf anderen Kontinenten stattfanden.

## Kritik

### Kritik an Merkmalszuschreibungen
Die These, dass insbesondere Autos als Statussymbole für die Generation Y ausgedient hätten, dass sie häufiger öffentliche Transportmittel benutzen und eine hohe Affinität zur Sharing Economy hätten, bei der man Autos nur nach Bedarf mietet, und dass Ursache dieser veränderten Präferenzen ein Wertewandel sei, wird von Christopher Knittel und Elizabeth Murphy in einer US-amerikanischen Studie bestritten, in der sie paarweise Millennials mit Angehörigen der Jahrgänge bis 1964 vergleichen. Sie legen sogar größere Strecken mit dem eigenen Auto zurück als die Babyboomer, obwohl sie in jungen Jahren inflationsbereinigt weniger Einkommen und Vermögen haben. Wenn sie auf ein Auto verzichten, dann erfolgt das meist aus diesem Grund, nicht wegen veränderter Präferenzen.
Der Hamburger Bildungsforscher Rolf Schulmeister bezweifelt, dass Angehörige der in den 1980er und 1990er Jahren geborenen Jahrgänge in besonderem Maße medienkompetent seien. Auch die Generation Y genannten Jahrgänge konsumierten Medien überwiegend in passiver Form; Fernsehkonsum und Handynutzung würden den Gebrauch anderer Medien dominieren.
Manche Autoren „bezweifeln, dass die Generation Y in notwendigem Umfang Energie und Motivation hat, sich einen Platz im Arbeitsmarkt dauerhaft zu sichern.“ Andere Autoren bescheinigen der Generation Y Theoriefeindlichkeit und eine Präferenz für Handarbeit.

### Bezweiflung der Existenz einer Generation Y
Rolf Schulmeister geht sogar so weit zu bezweifeln, dass Angehörige der o. g. Jahrgänge „typischerweise“ Merkmale aufwiesen, die sie deutlich von denen anderer Jahrgänge unterschieden und es rechtfertigten, von einer „Generation Y“ zu sprechen.
In einer Kapitelüberschrift ihrer Arbeit Mythos Generation Y? Eine historische und institutionenökonomische Perspektive stellen Bernhard Dietz u. a. die Frage: „Generation Y – reales Phänomen oder nur ein Marketing-Gag?“. Zwar gebe es viele die gemeinten Jahrgänge beschreibenden Phänomene tatsächlich, aber es „werden faktisch immer nur Jugendliche der Mittelklasse adressiert und deren Merkmale über die gesamte Alterskohorte hinweg verallgemeinert. Hauptschulabgänger, Immigranten und Beschäftigte im Niedriglohnsektor haben die Generation-Y-Trendforscher nicht im Blick“.
Wenn es eine Dritte Generation Ostdeutschland gibt (der noch der Jahrgang 1985 angehören soll), dann können die Jahrgänge 1980 bis 1985 der in der DDR Geborenen nicht Teil einer gesamtdeutschen Generation Y sein. Bei den Jüngeren stellt sich die Frage, ob eine etwaige „ostdeutsche Identität“ ihren Status als „Ypsiloner“ infrage stellt.
Rudolf Novotny, Paul Blickle, Julian Stahnke und Sascha Venohr stellen lapidar fest: „Es gibt die Generation Y nicht!“. Signifikante Unterschiede zwischen den Einstellungen und Verhaltensweisen von Älteren und Jüngeren ließen sich in Deutschland nicht empirisch bestätigen. Auf fast alle Fragen, die in der Zeit-Vermächtnisstudie gestellt worden seien, habe die Mehrheit aller Altersjahrgänge gleich geantwortet. Die deutsche Gesellschaft sei insofern „generationslos“. Die Deutschen unterschieden sich nicht nach Alter, sondern nach Bildung, Einkommen und Freundeskreis. Zu demselben Ergebnis gelangt der Soziologe Martin Schröder: „Die heute jugendlichen Menschen machen im Laufe ihres Lebens Änderungen durch wie alle anderen auch. Sie ticken wie die Jugendlichen vor 30, 40 Jahren.“ Unterschiede zwischen den Generationen ließen sich demzufolge vorwiegend dadurch erklären, dass die jeweils jungen Menschen sich in einer anderen Phase des Lebens befänden als ihre Beobachter. „Wir sind alle anders, wenn wir jung sind. Alle unsere Einstellungen ändern sich, wenn wir älter werden“, stellt Schröder fest.
In der Reihe Generation Y (2016) von Zeit Campus behauptet Hannes Schrader, dass das Reden über Generationen vordergründig dazu diene, Klischees zu erzeugen: „Wir sind laut Google: arbeitsskeptisch, arbeitssüchtig, faul, unberechenbar, ein Mythos, prekär, langweilig, aufgewachsen in einer unsicheren Welt, gut ausgebildet, stark angepasst, gestresst, spießig und Egotaktiker.“ Es stimme, so Schrader, dass viele Ypsiloner keine Autos, keine Häuser und keine langfristigen Arbeitsverträge mehr hätten. Das liege aber nicht daran, dass sie derlei wollten. Vielmehr „fahren [wir] kein Auto und haben kein Haus, weil wir es uns nicht leisten können.“ Der Generationsbegriff werde „von Forschern missbraucht, die endlich mal wieder interviewt werden wollen. Von Journalisten, die gefühlige Texte schreiben wollen. Sie machen Annahmen, die sich eh nicht überprüfen lassen und auf irgendwen immer zutreffen werden.“
Christian Scholz warnt Personalverantwortliche vor der Annahme, über junge Bewerber das Urteil zu fällen: „Auch nicht anders als in den letzten 50 Jahren“. Wer in Bewerbungsgesprächen mit Angehörigen der Generation Z Argumente vorbringe, die auf Bewerber der Generation X oder der Generation Y motivierend gewirkt hätten, werde mit großer Wahrscheinlichkeit keine für das Unternehmen positiven Ergebnisse erzielen. Insbesondere sei die zynische Argumentation: „Junge Deutsche, die heute gleich im Bewerbungsgespräch individuelle Entwicklungsmöglichkeiten möchten, die Vereinbarkeit von Beruf und Privatleben ebenso fordern wie Sonderurlaube und einen frühen Feierabend, könnten künftig tatsächlich über sehr, sehr viel Freizeit verfügen – unbezahlt natürlich“ angesichts zunehmenden Fachkräftemangels nicht mehr zielführend.
Es besteht auch die Möglichkeit, an inhaltliche Aussagen über die Generation Y bzw. über die Generation What? anzuknüpfen, ohne diese oder andere „Namen“ zu gebrauchen oder sich an vorgegebene Grenzen zwischen den Generationen zu halten. So veröffentlichte z. B. das Sozialwissenschaftliche Institut der Evangelischen Kirche in Deutschland die Ergebnisse einer im August 2018 durchgeführten Befragung junger Erwachsener der Jahrgänge 1991 bis 1999. Dabei ignorierten sie die Frage, wer von den Befragten der Generation Y und wer der Generation Z angehörte, da Wissen über die jüngsten Erwachsenen in Deutschland erworben werden sollte. Auffälligstes Ergebnis der Befragung ist die Verinnerlichung des Satzes: „Jeder ist seines Glückes Schmied.“ 87 Prozent der Befragten gaben an, dass das Leben sich um sie selbst drehe und sie selbst für alles, was sie betreffe, verantwortlich seien. Wenn die Betreffenden „Wir“ sagten, dann meinten sie außer sich selbst nur ihre Familie und ihren engen Freundeskreis, nicht aber die Gesellschaft, die Wirtschaft oder die Politik. Nur 24 Prozent bekannten sich dazu, an Gott zu glauben. Eine Befragte habe wörtlich geäußert: „Ich kann nicht an Gott glauben, denn wenn ich recht überlege, bin ich ja selbst Gott. Ich bin für alles verantwortlich, was in meinem Leben geschieht. Etwas anderes gibt es nicht.“

## Alternative Bezeichnungen

### Generation Chips
Als „Gegenpol“ bzw. Verlierer dieser „Generation“ bezeichnen die Journalistin Susanne Finsterer und der Klinik- und Sozialmanager Edmund Fröhlich 2007 im gleichnamigen Buch die Generation Chips, die zu viel Medien konsumierten, sich einseitig ernährten und von der gesellschaftlichen Teilhabe weitgehend ausgeschlossen seien. Aus der Generation Y drohe aufgrund der Zunahme des Anteils Übergewichtiger eine „Generation D“ (D = Diabetes mellitus, Typ 2) zu werden. So werde wahrscheinlich bis 2030 ein Drittel der Angehörigen der Generation Y in Australien, vor allem infolge ungesunder Ernährung und Bewegungsmangels, an Diabetes Typ 2 erkranken. In Deutschland würden laut WHO bis 2030 knapp die Hälfte der Frauen und zwei Drittel der Männer übergewichtig sein. Die These, Angehörige der Generation Y seien „Gesundheitsstreber“, sei ein Mythos.

### Generation Maybe
Parallel zum Begriff Generation Y wurde in Deutschland auch der Begriff Generation Maybe etabliert. Der Urheber des Begriffs ist der Journalist und Autor Oliver Jeges. Er definiert die Generation Maybe, als in den 1980er-Jahren geboren und als Generation ohne Eigenschaften und ohne Profil. Die Generation sei zwar gut ausgebildet, aber ohne Plan und Mut zu Entscheidungen und hielte sich alle Möglichkeiten offen.
Den Begriff leitete Jeges aus einer umstrittenen Werbekampagne für eine Zigarettenmarke ab.

### Generation What?
Im November 2016 präsentierten der Bayerische Rundfunk, der Südwestrundfunk, das Zweite Deutsche Fernsehen und das Sinus-Institut den Abschlussbericht „Generation What?“ über ein gleichnamiges intermediales Projekt, an dem 1.000.141 Menschen in mehreren Staaten der Europäischen Union teilnahmen, die zum Befragungszeitraum 18 bis 34 Jahre alt waren. Auch die Initiatoren der Generation-What?-Studie veranlassten Befragungen arabischer junger Erwachsener (2017/2018).
Große Stärken der Studie bestehen darin,
- dass Hunderttausende Menschen befragt wurden (mit Anspruch auf Repräsentativität),
- dass keine Angehörigen der zu untersuchenden Jahrgänge von vornherein als angeblich „untypisch“ unberücksichtigt blieben,
- dass die Verhältnisse in völlig verschiedenen europäischen Ländern untersucht wurden und
- dass das ökonomische Interesse, Wissen über heutige und künftige Arbeitskräfte bzw. Konsumenten zu erhalten, nicht im Vordergrund steht.

Das Sinus-Institut fasst die Ergebnisse der Europa-Studie in den folgenden Thesen zusammen:
- Das junge Europa bewahrt sich einen Bewältigungsoptimismus.
- Das junge Europa hat wenig Vertrauen in staatliche Institutionen.
- Kirche und Religion spielen kaum noch eine Rolle.
- Die Sorgen der jungen Generation sind länderspezifisch.
- Zuwanderung wird als kulturelle Bereicherung wahrgenommen und nationalistische Ideen werden mehrheitlich abgelehnt.
- Die Europäische Union erscheint den jungen Europäern nützlich, eine Herzensangelegenheit ist sie aber nicht.
- Das Verhältnis zwischen den Generationen ist gut.

Kritiker bezweifeln primär, dass die Studie aussagekräftig sei. Es habe keine Identitätskontrollen gegeben. So habe man „sich auch als Schweizerin über 34 in die irische Ländermaske einloggen [und] behaupten [können], man sei ein 21-jähriger Ire [,] und dann total inkompetent Fragen zu irischer Politik beantworten“ können. Auch sei nicht klar, wie ernst Antworten (z. B. zum Sexualleben der Befragten) zu nehmen seien.

### Generation Krise
Kerstin Bund bescheinigt der Generation Y, eine „Generation Krise“ zu sein. „Wir sind in einer Welt aufgewachsen, in der alles ständig im Umbruch ist. Seit dem 11. September 2001 kennen wir nichts anderes als Krise: Afghanistankrise, Irakkrise, Klimakrise, Wirtschaftskrise, Bildungskrise, Finanzkrise, Euro-Krise, Coronakrise. Das Krisengefühl, das uns begleitet, hat die Unsicherheit zu unserem Lebensgefühl erhoben. In unserer Welt ist alles möglich, aber nichts ist von Dauer. Aus Lebenspartnern wurden Lebensabschnittsgefährten. Aus dem Geburtsort wurde die Wahlheimat. Und den Job auf Lebenszeit gibt es ebenso wenig wie die sichere Rente. Die immerwährende Unsicherheit zwingt uns zu ständigen Anpassungen. Sie sorgt dafür, dass wir Neuem gegenüber aufgeschlossen bleiben.“
Die Bedeutung des von einigen Medien und der Friedrich-Ebert-Stiftung benutzten Begriffs erhellt sich auch durch die Lektüre des Manifests „Wir, die Generation Krise“ des Jugendmagazins „Futter“ der in Graz erscheinenden „Kleinen Zeitung“. Die Generation sei krisenartige Zuspitzungen der Politik gewohnt, aber durch die Brexit-Entscheidung der Mehrheit der Briten geradezu geschockt gewesen. Schockiert seien junge Menschen in ganz Europa darüber gewesen, dass die 64 Prozent der Briten im Alter von 18 bis 24 Jahren, die dem Brexit-Referendum ferngeblieben seien, mit dafür gesorgt hätten, dass die „Brexiteers“ eine knappe Mehrheit erhielten, obwohl sich ebenfalls 64 Prozent der an der Abstimmung teilnehmenden jungen Briten für einen Verbleib des Vereinigten Königreichs in der EU ausgesprochen hatten. Das drohende Scheitern des „Friedensprojekts Europäische Union“ habe viele junge Europäer wachgerüttelt. Einen ähnlichen Effekt habe die Wahl Donald Trumps zum Präsidenten der USA ausgelöst. Die Zeit des „faulen Optimismus“ sei vorbei.

## Romane
Die Historikerin Tanja Martina Kasischke nennt den Roman „Schwimmen“ der 1989 geborenen Autorin Sina Pousset einen „Abschied von den Visionären“, der den Imagewechsel junger Menschen beschreibe und „ein stimmiges Porträt der Generation Y“ zeichne.
- Kevin Kuhn: Hikikomori, Roman, Berlin Verlag, Berlin 2012, ISBN 978-3-8270-1116-9.
- Sina Pousset: Schwimmen. Ullstein fünf, Berlin 2016, ISBN 978-3-96101-007-3.

## Filme
- Oh Boy, Deutschland, 2012
- Frances Ha, USA, 2012
- Einmal bitte alles, Deutschland, 2017
- Millennials, Deutschland, 2017, Regie: Jana Bürgelin
- Millennials, USA, 2018, Regie: Jake Snyder
- Der schlimmste Mensch der Welt, Norwegen, 2021, Regie: Joachim Trier

## Serien
- Girls, USA, 2012
- Ecke Weserstraße, Deutschland, 2013[93][94]

## Medien
- Vice
- BuzzFeed